# Strib Sogn
Strib Sogn er et sogn i Middelfart Provsti (Fyens Stift).
Vejlby Sogn, der hørte til Vends Herred i Odense Amt, var en voksende forstad til Middelfart. Her blev bygget to næsten ens filialkirker: Strib Kirke i 1911 og Røjleskov Kirke i 1914. I 1918 blev Strib-Røjleskov Sogn udskilt fra Vejlby Sogn. Røjleskov blev et kirkedistrikt i Strib Sogn. Vejlby-Strib sognekommune blev inkl. kirkedistriktet indlemmet i Middelfart Kommune ved kommunalreformen i 1970. Da kirkedistrikterne blev nedlagt i 2010, blev Røjleskov Kirkedistrikt udskilt af Strib Sogn som det selvstændige Røjleskov Sogn.
I Strib Sogn og Røjleskov Sogn findes følgende autoriserede stednavne (ikke opdelt mellem sognene):
- Billeshave (bebyggelse, ejerlav)
- Brændeskov (bebyggelse)
- Bøgelund (bebyggelse)
- Hesselager (bebyggelse)
- Kasmose (bebyggelse)
- Katrinebjerg (landbrugsejendom)
- Langtved (bebyggelse)
- Rudbæksbakke (bebyggelse)
- Rudbæksmølle (bebyggelse, ejerlav)
- Røjle Klint (areal)
- Røjle Mose (bebyggelse)
- Røjle Nyhave (bebyggelse)
- Røjle Tårup (bebyggelse)
- Røjleskov (bebyggelse)
- Sofiendal (bebyggelse)
- Staurby Skov (areal, bebyggelse)
- Staurshoved (areal)
- Strib (bebyggelse)